# 拉吉斯拉夫·尤尔克米克
拉吉斯拉夫·尤尔克米克（1953年7月20日—），斯洛伐克男子足球运动员，司职后卫。他曾代表捷克斯洛伐克国家队参加1976年和1980年欧洲足球锦标赛，其中1976年欧锦赛获得冠军，1980年欧锦赛则获得季军。